# Sveučilišna knjižnica u Rijeci
Sveučilišna knjižnica Rijeka  znanstvena je ustanova koja pored knjižnične, izdavačke, kulturno-obrazovne ima i matično-razvojnu ulogu i zadaću.

## Povijest
U 17. stoljeću (23. studenoga 1627.) utemeljena je knjižnica u sklopu kolegija i gimnazije isusovačkog reda. Knjižna građa te prve knjižnice predstavlja temelj fonda Sveučilišne knjižnice u Rijeci. U drugoj polovici 18. stoljeća (1773.) za vrijeme jozefinskih reformi ukinute su isusovačke ustanove. Knjižna građa dolazi u posjed grada. Godine 1782. građa isusovačke knjižnice zajedno s dvije velike donacije (Benzoni, Maroti) se objedinjuje, a iste godine je osnovana gradsko-gimnazijska knjižnica. Tijekom 19. stoljeća knjižni fond se značajno povećava uglavnom donacijama, a knjižnica 1892. godine dobiva novi naziv - Biblioteca civica. U tom razdoblju knjižnica se odabirom i nabavom građe profilira kao opće-znanstvena knjižnica. Nakon II. svjetskog rata, godine 1948., dolazi do izdvajanja Naučne biblioteke. U drugoj polovici 20. stoljeća otvaranjem fakulteta i visokih škola na području Rijeke i pretvaranjem Rijeke u sveučilišni centar, Naučna biblioteka svoju aktivnost i profil fondova sve više usmjerava prema nastavnom i znanstveno-istraživačkom radu. Knjižnica postaje 1979. godine pridružena članica Sveučilišta u Rijeci. Osamostaljenjem Hrvatske i u skladu s novim Zakonom o visokim učilištima (1993.), ustanova 1995. godine dobiva novi službeni naziv - Sveučilišna knjižnica Rijeka.

## Djelatnost
Sveučilišna knjižnica Rijeka je znanstvena ustanova koja pored knjižnične, izdavačke, kulturno-obrazovne ima i matično-razvojnu ulogu i zadaću. Knjižnična djelatnost obuhvaća nabavu, stručnu obradu i zaštitu knjižne građe, izradu biltena, kataloga te stvaranje informacijskih pomagala, baza podataka.
Sveučilišna knjižnica Rijeka matična je knjižnica za knjižnice sastavnica Sveučilišta u Rijeci te ostale visokoškolske i specijalne knjižnice na području Primorsko-goranske, Ličko-senjske i Istarske županije. Poslanje Sveučilišne knjižnice Rijeka jest čuvati baštinske fondove, ali i izgrađivati nove usluge i izvore primjerene potrebama pripadnika Sveučilišta u Rijeci, zajednice i gospodarstva.
Sveučilište u Rijeci 2002. godine dodjeljuje Sveučilišnoj knjižnici središnju ulogu u svim knjižnicama Sveučilišta za uspostavu Knjižničnog sustava Sveučilišta u Rijeci (SveRiKS), a 2004. godine stvorena je mrežna stranica Sveučilišne knjižnice s poveznicama na informacije o knjižnicama Sveučilišta i njihovim katalozima. 2012. godine osnovana je nova visokoškolska knjižnica u sastavu Sveučilišne knjižnice, smještena u zgradi sveučilišnih odjela, namijenjena sastavnicama u kampusu koje nemaju vlastitu knjižnicu, a koja je 2013. godine registrirana kao podružnica Sveučilišne knjižnice Rijeka.
2015. godine Hrvatsko knjižničarsko društvo dodijelilo je priznanje 'Knjižnica godine' Sveučilišnoj knjižnici Rijeka za posebnu kvalitetu njezinoga rada, a na primjer i uzor svim hrvatskim knjižnicama.
2016. godine Sveučilišnoj knjižnici dodijeljena je godišnja nagrada Grada Rijeke za izniman doprinos razvoju riječkog i hrvatskog sveučilišnog knjižničarstva.

## Građa
Kao rezultat višestoljetnog razvoja, Sveučilišna knjižnica Rijeka danas ima ove zbirke:  Zbirku stare i rijetke građe, Zavičajne zbirke Fluminensia i Adriatica, Sveučilišnu zbirku, Zbirku izvora za učenje i istraživanje i Nacionalnu zbirku.
U skladu s potrebama i stručnim procjenama, knjižnica stvara posebne zbirke: Disertacije Sveučilišta u Rijeci, Zbirka Mohorovičić, Zbirka Branka Horvata, Zbirka o zaštiti kulturne baštine, Arhivsko gradivo u fondu Sveučilišne knjižnice.
Knjižna građa je vrlo bogata i vrijedna. Cjelokupni fond sakupljen do 1969. godine s oko 200.000 jedinica građe registriran je kao kulturno dobro. U fondu poseban kulturno-povijesni značaj imaju inkunabule (Sveučilišna knjižnica u svom fondu čuva 16 svezaka s ukupno 21 naslovom inkunabula) i Povijesna zbirka sa starom i rijetkom građom od oko 3.000 jedinica. Sveučilišna knjižnica u Rijeci provodi digitalizaciju građe Povijesne zbirke koja obuhvaća razdoblje od 16. stoljeća do 1947. godine.

## Usluge
Rad s korisnicima, pružanje stručne pomoći s područja djelatnosti, organiziranje seminara, predavanja te drugih oblika kulturnih i edukativnih aktivnosti.

## Zgrada
Zgrada u kojoj je danas smještena Sveučilišna knjižnica Rijeka građena je krajem 19. stoljeća u tadašnjoj ulici via Clotilde inferiore (danas Dolac 1) za potrebe ženske osmogodišnje građanske škole na talijanskome jeziku (Scuola elementare femminile Emma Brentari).
Naručitelj je bio tadašnji riječki gradonačelnik Giovanni de Ciotta (1872. – 1896.),  a izgrađena je prema projektu tršćanskog arhitekta Giacoma Zammattija (1883. – 1905.) u stilu talijanske visoke renesanse i odražava stilska kretanja zrelog historicizma u riječkoj arhitekturi druge polovice 19. stoljeća. Uzor arhitektu bila je zgrada Bibliotece Marciane u Veneciji. Zgrada je dovršena 1887., a škola je otvorena 9. siječnja 1888. godine.
Zgrada je nakon savezničkog bombardiranja 1945. godine adaptirana sredinom 1948. – 1954. za smještaj Naučne biblioteke, današnje Sveučilišne knjižnice Rijeka.

## Vanjske poveznice
- Mrežne stranice Sveučilišne knjižnice Rijeka  Arhivirana inačica izvorne stranice od 25. listopada 2008. (Wayback Machine)